# Ebenalp
Ebenalp är en bergstopp i Schweiz.   Den ligger i kantonen Appenzell Innerrhoden, i den östra delen av landet, 150 km öster om huvudstaden Bern. Toppen på Ebenalp är 1 640 meter över havet, eller 26 meter över den omgivande terrängen. Bredden vid basen är 0,20 km.
Terrängen runt Ebenalp är bergig åt sydost, men åt nordväst är den kuperad. Runt Ebenalp är det ganska tätbefolkat, med 120 invånare per kvadratkilometer.. Närmaste större samhälle är Sankt Gallen, 15,9 km norr om Ebenalp. 
I omgivningarna runt Ebenalp växer i huvudsak blandskog.